# Antakalnis
Antakalnis seniūnija (litauisk: Antakalnio seniūnija, polsk: Antokol) (dansk:  "på bakkerne" ) er en seniūnija (dansk: bydel) i Vilnius, beliggende på Neris' venstre bred, umiddelbart nordøst for Senamiestis seniūnija, Vilnius' Gamle Bydel. Antakalnis er en af de ældre forstæder i Vilnius, og er den næststørste bydel i Vilnius.

## Om bydelen
Antakalnis grænser op til Senamiestis ved Jono Pauliaus II aikštė (dansk: Pave Johannes Paul 2. pladsen) og Olandų gatvė (dansk: Hollandsgade) og fortsætter til Vilnius bygrænse mod nordøst.
Antakalnis grænser derudover op til bydelene: Verkiai seniūnija, Žirmūnai seniūnija, Rasos seniūnija og Naujoji Vilnia seniūnija
Antakalnis består af kvartererne (litauisk: Miesto dalis (mikrorajonas)): Antakalnis, Antavilis, Aukštagiris, Aukštieji Karačiūnai, Aukštoji Veržuva, Didieji Pupojai, Dvarčionys, Galgiai, Kairėnai, Kalnai, Liepinė, Lyglaukiai, Mažieji Pupojai, Mileišiškės, Pylimėliai, Šilas, Turniškės, Valakupiai, Veržuva, Vismaliukai, Žemieji Karačiūnai.

### Arkitektur
Først i bydelen ligger et af de vigtigste barokke mesterværker i Litauen. Den romersk-katolske Skt. Peter og Paul kirkes interiør er mesterligt komponeret stukkatørarbejde af Giovanni Pietro Perti og ornamentik af Giovanni Maria Galli.
Sapieha Slot (litauisk: Sapiegų rūmai) ligger få hundrede meter fra kirken og er opført i barokstil i 1691-1697 af Jan Kazimierz Sapieha den Yngre, som benyttede svejtsiske og italienske arkitekter. I 1800-tallet blev slottet rekvireret som militærhospital og er meget forfaldent. Det benyttes stadig som hospital.

### Andre seværdigheder
En del udenlandske ambassader og konsulater ligger i kvarteret, blandt andet ligger den Danmarks Ambassade Arkiveret 6. april 2010 hos  Wayback Machine lige på bydelsgrænsen til Senamiestis seniūnija ved Jono Pauliaus II aikštė, i T. Kosciuskos gatvė 36.
Antakalnio gatvė, hovedgaden i Antakalnis, er kendt for sine gode indkøbsmuligheder, der omfatter gode dagligvarebutikker og modebutikker. Mellem butikkerne ligger flere spisesteder med overkommelige priser.
I Antakalnis ligger det populære rekreative område og dyre sommerhusområde Valakampiai, hvor der er indrettet strandbred langs Neris. Den nuværende og tidligere præsident for Litauen, Litauens premierminister og andre statslige embedsmænd bor i Turniškės nabolaget i bydelen.
Vilnius Universitets Botanisk Have i ligger i Kairėnai i den østlige del af Antakalnis.
Syv trolleybusser, linjerne: 2, 3, 4, 10, 11, 14 og 19, og 8 buslinjer kører gennem Antakalnis.

### Antakalnis kirkegård
På Antakalnis militærkirkegård er der massegrave for franske ofre fra Napoleons tilbagetog fra Rusland 1812, faldne polakker fra det polske angreb på Litauen 1919-20, mindesmærke for de faldne sovjetiske soldater under 2. verdenskrig og mindesmærke for de faldne ved TV-tårnet i januar 1991.

## Galleri
- Træhus i Antakalnis
- Fransk massegrav for de faldne fra Napoleons tilbagetog 1812
- Mindesmærke for de faldne sovjetiske soldater under 2. verdenskrig
- Mindesmærke for de faldne ved TV-tårnet i januar 1991
- Vilnius Universitets botaniske have i Kairėnai
- Stranden i Valakampiai